# 河南广播电视台新闻广播
河南广播电视台新闻广播(FM95.5MHz、FM102.3MHz、MW657KHz)，简称河南新闻广播，原台呼河南人民广播电台综合广播，隶属于河南广播电视台，是河南广播电视台广播主频率。2003年1月1日，原"河南人民广播电台综合广播"正式更名为"河南新闻广播"，节目类型以新闻为主。2019年1月1日起，河南新闻广播郑州地区调频主频率由95.4 MHz改为
95.5MHz，同时部分节目播出时间也进行调整。